# لودفيغ لوري
لودفيغ لوري (بالإنجليزية: Ludwig Lore)‏ هو رئيس تحرير صحيفة أمريكي، ولد في 26 يونيو 1875 في نيويورك في الولايات المتحدة، وتوفي بنفس المكان في 8 يوليو 1942.